# Cyclosa conica zamezai
Cyclosa conica là một phân loài nhện trong họ Araneidae.
Loài này thuộc chi Cyclosa. Cyclosa conica zamezai được Pelegrin Franganillo-Balboa miêu tả năm 1909.

## Hình ảnh

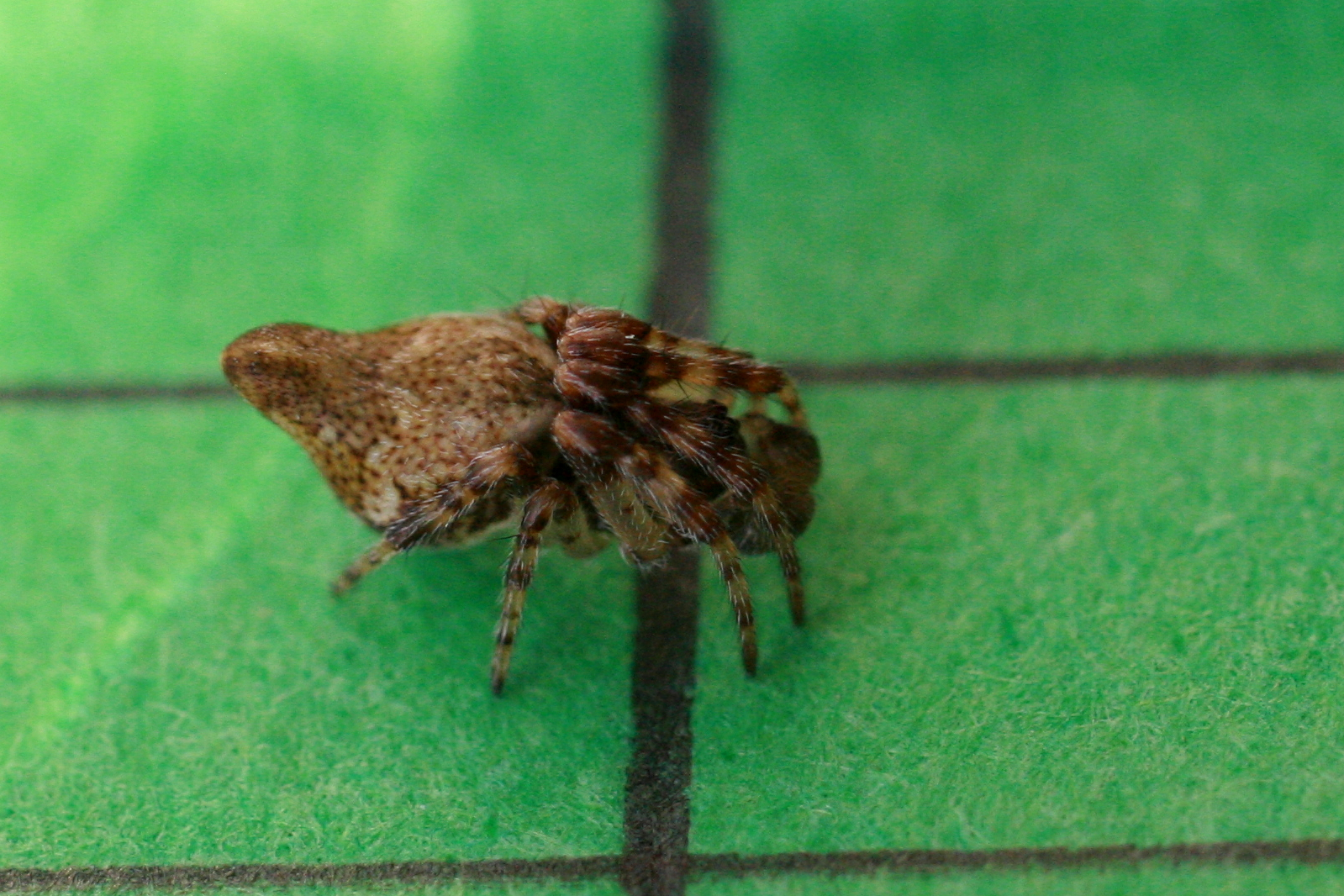
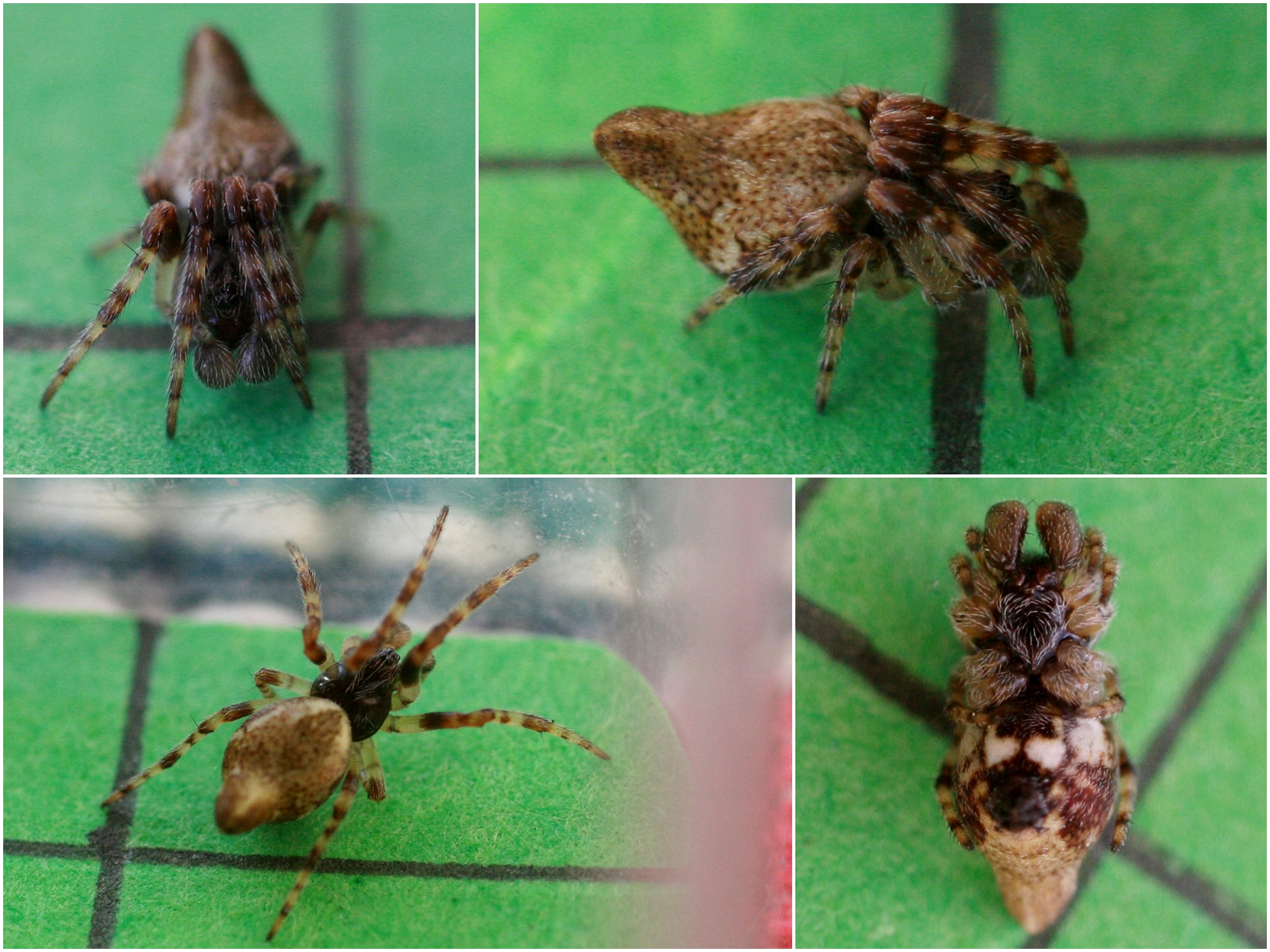
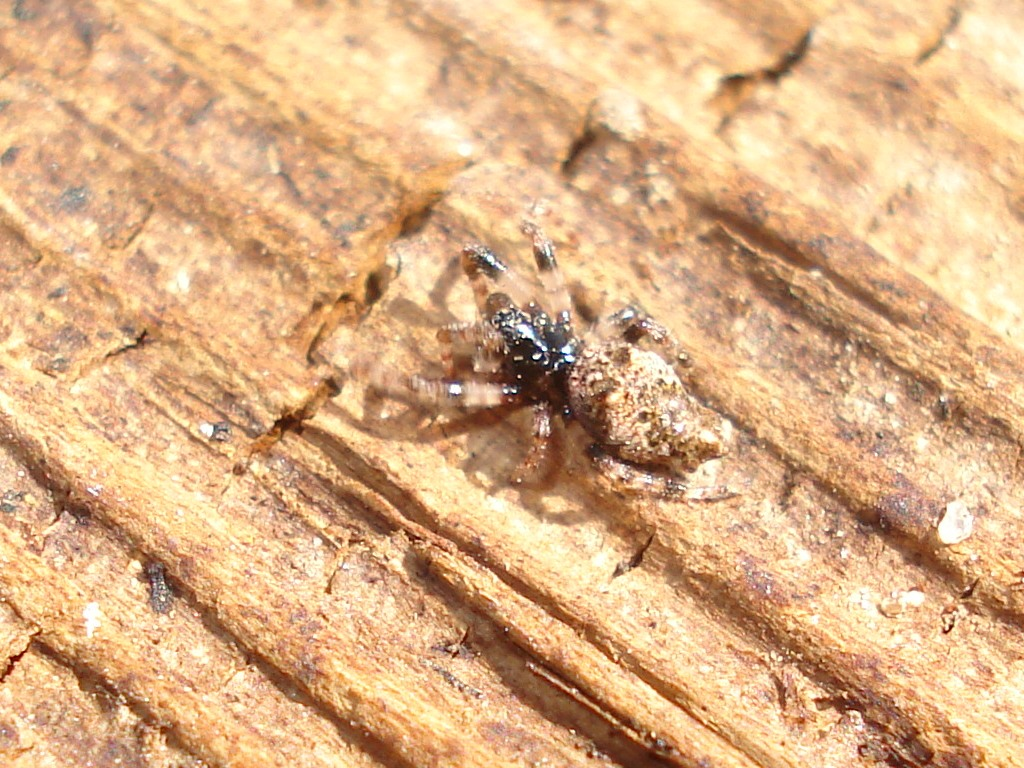
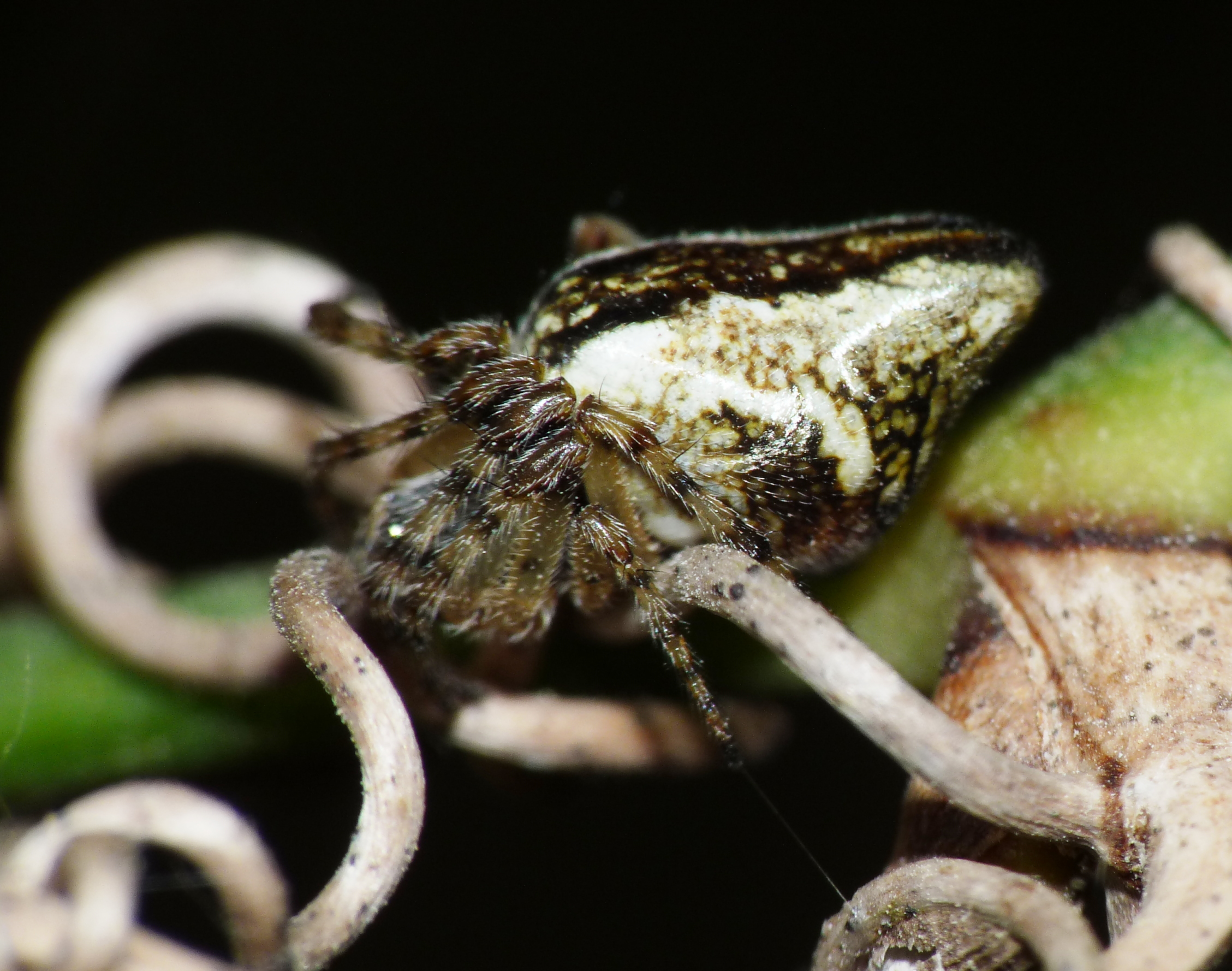